# Lestes pallidus
Lestes pallidus е вид водно конче от семейство Lestidae. Видът не е застрашен от изчезване.

## Разпространение
Разпространен е в Ангола, Ботсвана, Гамбия, Гана, Демократична република Конго, Етиопия, Замбия, Зимбабве, Кабо Верде, Камерун, Кения, Кот д'Ивоар, Лесото, Мавритания, Малави, Мали, Мозамбик, Намибия (Ивица Каприви), Нигер, Нигерия, Саудитска Арабия, Северен Йемен, Сенегал, Сомалия, Судан, Танзания, Уганда, Чад и Южна Африка (Гаутенг, Квазулу-Натал, Лимпопо, Мпумаланга, Северен Кейп, Северозападна провинция и Фрайстат).